# Bad Boys for Life
Bad Boys for Life (ugs. Bad Boys III) ist ein US-amerikanischer Actionfilm, der von Adil El Arbi und Bilall Fallah inszeniert wurde und eine Fortsetzung von Michael Bays Bad Boys – Harte Jungs (1995) und Bad Boys II (2003) darstellt. In den Hauptrollen sind erneut Will Smith und Martin Lawrence zu sehen. Der Film kam am 16. Januar 2020 in die deutschen und am darauffolgenden Tag in die amerikanischen Kinos.

## Handlung
Aus einem Hochsicherheitsgefängnis in Mexiko bricht Isabel, die lebenslänglich verurteilte Witwe des Bosses des Aretas-Kartells mit dem Spitznamen „La bruja“ (spanisch für ‚die Hexe‘), mit Hilfe ihres Sohnes Armando aus. Beide schwören Rache und eröffnen zusammen Jagd auf die Schlüsselfiguren, die für die Zerschlagung des Kartells mit verantwortlich waren. Unter ihnen ist auch Detective Mike Lowrey, der damals als Undercover-Agent erheblich zur Festnahme von Isabel beitrug. Armando findet das Geheimversteck seines Vaters mit mehreren Millionen US-Dollar und heuert für diese Mission den Gangster Zway-Lo und seine Gang an. Bei der Party zur Geburt des ersten Enkelsohns von Marcus Burnett, der nun den Dienst quittieren will, um sich ganz seiner Familie zu widmen, verletzt Armando Mike schwer mit mehreren Schüssen, trotz des Befehls seiner Mutter, ihn als letzten zu töten.
Mike fällt nach langer Operation ins Koma, überlebt jedoch und hat sich nach sechs Monaten praktisch komplett erholt. Währenddessen bringt Armando nacheinander weitere Zielpersonen um. Als Isabel von Mikes Genesung erfährt, setzt sie Armando wieder auf ihn an. Dieser tötet Captain Conrad Howard, hat aber keine freie Schusslinie auf Mike. Nach dieser Tragödie kehrt Marcus in den Dienst zurück, um seinen Partner ein letztes Mal bei der Suche nach dem Mörder zu unterstützen. Die nach dem neuesten Stand der Technik ausgerüstete Advanced-Miami-Metro-Operations-Einheit (AMMO), bestehend aus den drei jungen Hightech-Spezialisten Dorn, Kelly und Rafe, und geleitet von Mikes früherer Kollegin Rita, hilft ihnen dabei, den Buchhalter des organisierten Verbrechens zu finden. Durch ihn stellen sie eine Verbindung zu Zway-Lo her. Dieser wird bei seiner Geburtstags-Party zunächst festgenommen, kann aber mit Hilfe seiner Gang entkommen. Nach einer wilden Verfolgungsjagd von Downtown Miami bis zum Hafen können die beiden ihn wieder stellen. Plötzlich taucht ein Hubschrauber mit Armando an Bord auf und er erschießt Zway-Lo, um an Mike heranzukommen. Dieser kann sich jedoch mit einem Sprung ins Wasser retten.
Daraufhin wird die AMMO-Einheit aufgelöst. Mike findet aber noch heraus, dass Isabel, mit der er eine kurze Affäre hatte, bevor sie verhaftet wurde, hinter den Anschlägen auf ihn steckt. Dabei kommt heraus, dass Armando sein Sohn ist. Mike will ein für alle Male mit den beiden abrechnen und fliegt mit Marcus nach Mexiko. Dort verabredet er sich mit Isabel, die ihm und Marcus eine Falle stellt. Doch das aufgelöste AMMO-Team kommt inkognito mit und liefert ihnen bei dem Schusswechsel tatkräftige Unterstützung. Isabel stirbt bei dem Versuch, Mike zu töten und Armando überlebt schwer verletzt. Als er auf seine Verurteilung zurück in Florida wartet, bietet Mike ihm an, die hypothetische Höchststrafe mit einem Job für die Polizei zu verbüßen.

## Entstehung und Veröffentlichung
| Figur               | Darsteller        | Deutscher Sprecher        |
| ------------------- | ----------------- | ------------------------- |
| Det. Mike Lowrey    | Will Smith        | Jan Odle                  |
| Det. Marcus Burnett | Martin Lawrence   | Dietmar Wunder            |
| Captain C. Howard   | Joe Pantoliano    | Wolfgang Ziffer           |
| Kelly               | Vanessa Hudgens   | Marieke Oeffinger         |
| Dorn                | Alexander Ludwig  | Jaron Löwenberg           |
| Theresa Burnett     | Theresa Randle    | Juana von Jascheroff      |
| Rafe                | Charles Melton    | Florian Clyde             |
| Rita                | Paola Nuñez       | Sonja Spuhl               |
| Isabel Aretas       | Kate del Castillo | Carolina Vera             |
| Megan Burnett       | Bianca Bethune    | Lisa May-Mitsching        |
| Armando Aretas      | Jacob Scipio      | Nicolás Artajo            |
| Booker Grassie      | Rory Markham      | Peter Lontzek             |
| Carver Remy         | Ivo Nandi         | Michael Iwannek           |
| Javier              | Carlos Guerrero   | Nicolas Buitrago          |
| Jenkins             | Happy Anderson    | Sven Brieger              |
| Lee Taglin          | Massi Furlan      | Thomas Schmuckert         |
| Manny               | DJ Khaled         | Leonhard Mahlich          |
| Zway-Lo             | Nicky Jam         | Sebastian Christoph Jacob |

Im Januar 2019 begann bei einem Budget von 90 Millionen US-Dollar die Produktion für Bad Boys for Life, wiederum mit Martin Lawrence und Will Smith als dem Hauptdarstellerduo in den Hauptrollen. Der erste Trailer wurde am 4. September 2019 veröffentlicht, der zweite am 5. November 2019.
Der Regisseur der ersten beiden Teile, Michael Bay, hat einen Cameo-Auftritt als Hochzeitsmoderator.
Die deutsche Synchronisation entstand nach einem Dialogbuch und unter der Dialogregie von Sven Hasper im Auftrag von Berliner Synchron.
Die weltweiten Einnahmen aus Kinovorführungen belaufen sich bei einem Budget von 90 Millionen US-Dollar auf 426,5 Millionen US-Dollar, von denen der Film allein 206,3 Millionen im nordamerikanischen Raum einspielen konnte. Damit befindet er sich auf Platz 2 (Stand: 5. September 2023) der finanziell erfolgreichsten Filme des Jahres 2020. In Deutschland verzeichnete der Film insgesamt 1.813.287 Kinobesucher, durch die er 16,7 Millionen Euro erwirtschaften konnte und sich auf Platz 1 der Jahres-Charts 2020 befindet.

## Rezeption

### Kritiken
Bad Boys for Life erhielt ein eher gutes Presseecho, was sich auch in den Auswertungen US-amerikanischer Aggregatoren widerspiegelt. So erfasst Rotten Tomatoes überwiegend wohlwollende Besprechungen und ordnet den Film dementsprechend als „Verbrieft Frisch“ ein. Laut Metacritic fallen die Bewertungen im Mittel „Gemischt oder Durchschnittlich“ aus.

„Mit altgedienten und frischen Charakteren bereicherte Fortführung einer erfolgreichen Action-Filmreihe, die sich um einen pointenreichen Mix aus Humor und Gewalt bemüht. In der Übersteigerung der Action schießt er allerdings manches Mal über das Ziel hinaus.“

„[…] neben Härte und Coolness zeichnet die Reihe einfach auch ihr Witz aus – und den bekommen die belgischen Nachwuchstalente sogar noch besser hin als Bay im nicht nur teilweise problematischen direkten Vorgänger. Bad Boys For Life ist so nämlich ganz ohne homophobe, kindische oder anderweitig fragwürdige Einlagen ein Action-Thriller, in dem es neben überraschend großen Emotionen und fetzigem Geballer auch allerhand zu lachen gibt. Denn auch wenn nicht jeder Gag zünden mag, funktionieren die meisten allein schon allein durch die nach wie vor hervorragende Chemie zwischen Smith und Lawrence.“

### Auszeichnungen
Critics’ Choice Super Awards 2021
- Nominierung als Bester Actionfilm
- Nominierung als Bester Schauspieler in einem Actionfilm (Will Smith)[16]

NAACP Image Awards 2021
- Auszeichnung als Bester Film
- Nominierung als Bester Hauptdarsteller (Will Smith)[17][18]

People’s Choice Award 2020
- Auszeichnung als Film des Jahres
- Auszeichnung als Bester Filmschauspieler (Will Smith)
- Nominierung als Actionfilm des Jahres
- Nominierung als Bester Schauspieler in einem Actionfilm (Will Smith)
- Nominierung als Beste Filmschauspielerin (Vanessa Hudgens)
- Nominierung als Beste Schauspielerin in einem Actionfilm (Vanessa Hudgens)[19]

Saturn-Award-Verleihung 2021
- Nominierung als Bester Action- oder Abenteuerfilm

## Fortsetzung
Drehbuchautor Chris Bremner begann im Januar 2020 mit den Arbeiten an einem vierten Teil. Anfang 2023 bestätigten die beiden Hauptdarsteller Will Smith und Martin Lawrence, dass auch Adil El Arbi und Bilall Fallah als Regisseure für die Fortsetzung zurückkehren werden. Bad Boys 4 soll am 6. Juni 2024 in die US-amerikanischen Kinos kommen.